# Doopsgezinde kerk (Middelburg)
De Doopsgezinde kerk (ook wel vermaning genoemd) in Middelburg is een gebouw uit 1889 aan de Lange Noordstraat in het historische centrum van de Zeeuwse hoofdstad. Het gebouw is ontworpen door de doopsgezinde architect Klaas Stoffels die enkele jaren eerder ook al voor de Paleiskerk in Den Haag had getekend. Het gebouw is, naar de geest der Nederlandse bouwers uit die tijd, eclectisch, met opneming van elementen uit verschillende neo-bouwstijlen, vooral neorenaissance. De muren zijn van bakstenen, met speklaagjes van wit natuursteen.

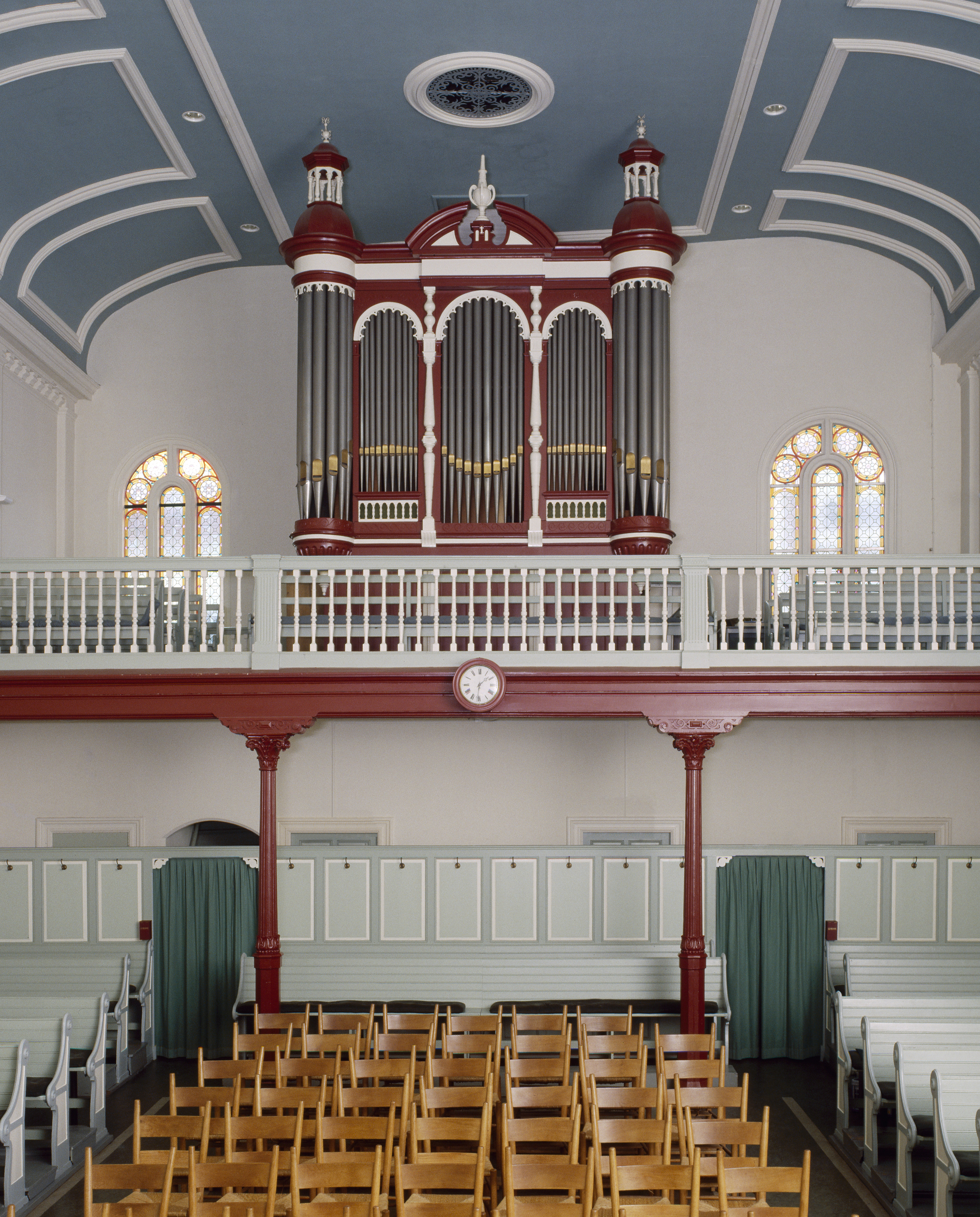
interieur met orgel in 2007

De kansel en de orgelkast zijn ook ontworpen door Stoffels. De kleuren van het interieur zijn niet meer de oorspronkelijke, het houtwerk is in 1986 aangepast aan het wit en zweeds rood van de kerkramen. In 2008 is de orgelkast bijgewerkt met bladgoud om de details beter te laten uitkomen.
In 1997 is het 19e-eeuwse gebouw (zonder de latere aanbouw) tot rijksmonument verklaard, met waardering voor de gaafheid van zowel de buitenkant als van het interieur.